# Simpatectomía torácica endoscópica
La simpatectomía torácica endoscópica; o por sus siglas (STE), (en inglés: Endoscopic thoracic sympathectomy, ETS) es un procedimiento quirúrgico en el que se elimina o interrumpe una porción del tronco del nervio simpático en la región torácica. La STE se utiliza para tratar la sudoración excesiva en ciertas partes del cuerpo, (como por ejemplo en casos de hiperhidrosis focal); así también como para el rubor facial, el síndrome de Raynaud y la distrofia simpática refleja. Hasta ahora, las afecciones más comunes tratadas con STE son las palmas sudorosas (hiperhidrosis palmar). La intervención ha generado cierta polémica y se considera ilegal en algunas jurisdicciones. Como cualquier procedimiento quirúrgico, conlleva riesgos; el procedimiento del bloqueo simpático endoscópico (BSE) y aquellas intervenciones que afectan a menos nervios implican un menor riesgo.
La simpatectomía destruye físicamente los nervios que son relevantes en ambos lados de los dos troncos simpáticos, que son largas cadenas de ganglios nerviosos ubicados bilateralmente a lo largo de la columna vertebral (una localización que conlleva un bajo riesgo de lesiones) responsables de varios aspectos importantes del sistema nervioso periférico (SNP). Cada tronco nervioso está dividido en tres regiones principales: cervical (cuello), torácico (tórax) y lumbar (espalda baja). La zona intervenida con más frecuencia en la simpatectomía es la región torácica superior, el sector de la cadena simpática que se encuentra entre la primera y la quinta vértebra torácica.

## Procedimiento quirúrgico

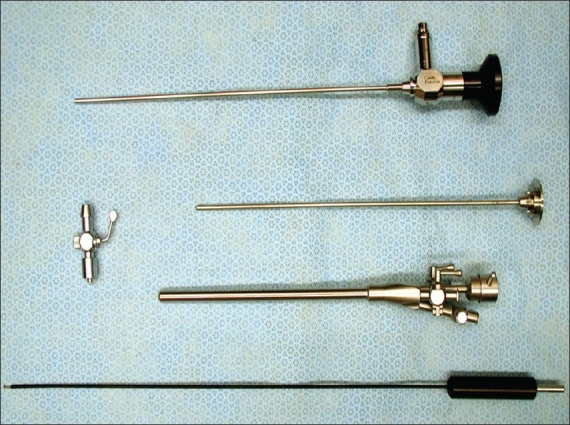
Toraxcopio quirúrgico, utilizado para el procedimiento de simpatectomía torácica endoscópica.

La STE implica la disección del tronco simpático principal en la región torácica superior del sistema nervioso simpático, interrumpiendo irreparablemente los mensajes neuronales que normalmente viajarían a muchos órganos, glándulas y músculos diferentes. Es a través de esos nervios que el cerebro puede realizar ajustes en el cuerpo en respuesta a las condiciones cambiantes del entorno, los estados emocionales fluctuantes, el nivel de ejercicio y otros factores para mantener el cuerpo en su estado ideal (ver homeostasis).
Debido a que estos nervios también regulan afecciones como el sonrojo excesivo o la sudoración, que el procedimiento está diseñado para eliminar, las funciones normativas que realizan estos mecanismos fisiológicos se desactivarán o se verán significativamente afectadas por la simpatectomía.
Existe un gran desacuerdo entre los cirujanos de STE sobre el mejor método quirúrgico, la ubicación óptima para la disección nerviosa y la naturaleza y el alcance de los consiguientes efectos primarios y efectos secundarios. Cuando se realiza por vía endoscópica, como suele ser el caso, el cirujano penetra en la cavidad torácica y realiza múltiples incisiones del diámetro de una pajita entre las costillas. Esto le permite al cirujano insertar la cámara de video (endoscopio) en un orificio y un instrumento quirúrgico en otro. La operación se logra diseccionando el tejido nervioso de la cadena simpática principal.

## Prescripción
La simpatectomía torácica endoscópica es comúnmente indicada en casos de hiperhidrosis focal (que afecta especialmente las manos y las axilas), síndrome de Raynaud, y rubor facial cuando está acompañado de hiperhidrosis focal. También se puede utilizar para tratar casos de  bromhidrosis, si bien esto por lo general se trata con tratamientos no quirúrgicos, y a veces personas con síndrome de referencia olfativo le piden al cirujano les realice una simpatectomía.
La STE también ha sido utilizada para conseguir la revascularización cerebral de personas con enfermedad de moyamoya, y tratar dolores de cabeza, tubos bronquiales hiperactivos, síndrome de QT largo, fobia social, anxiedad, y otras dolencias.

## Riesgos
La STE tiene los riesgos normales de una cirugía, como sangrado e infección, conversión a cirugía abierta de tórax y varios riesgos específicos, incluida la alteración permanente e inevitable de la función nerviosa. Varios pacientes, 9 desde 2010, en su mayoría mujeres jóvenes, han muerto durante este procedimiento debido a una hemorragia intratorácica importante y una interrupción cerebral. El sangrado durante y después de la operación puede ser significativo en hasta el 5% de los pacientes. Puede ocurrir neumotórax (colapso pulmonar) (2% de los pacientes). La hiperhidrosis compensatoria (o hiperhidrosis refleja) es común a largo plazo. Las tasas de sudoración compensatoria severa varían ampliamente entre los estudios, que van desde el 92% de los pacientes. De los pacientes que desarrollan este efecto secundario, aproximadamente una cuarta parte de un estudio dijo que era un problema importante e incapacitante.
Una posible consecuencia grave de la simpatectomía torácica es la corposcindosis (síndrome de cuerpo dividido), en la que el paciente siente que está viviendo en dos cuerpos separados, porque la función del nervio simpático se ha dividido en dos regiones distintas, una muerta y la otra hiperactiva.
Además, los pacientes han informado los siguientes efectos secundarios: dolor muscular crónico, entumecimiento y debilidad de las extremidades, síndrome de Horner, anhidrosis (incapacidad para sudar), hipertermia (exacerbada por anhidrosis y disfunción termorreguladora sistémica), neuralgia, parestesia, fatiga y amotivacionalidad, dificultades respiratorias, reacción fisiológica / química sustancialmente disminuida a estímulos internos y ambientales, mal funcionamiento somatosensorial, reacción fisiológica aberrante al estrés y esfuerzo, enfermedad de Raynaud (aunque una posible indicación para cirugía), hiperhidrosis refleja, presión arterial y circulación alteradas / erráticas, sistema defectuoso de respuesta de lucha o huida, pérdida de adrenalina, eccema y otras afecciones cutáneas como resultado de piel excepcionalmente seca, rinitis, sudoración gustativa (también conocido como síndrome de Frey).